# 殷淳
殷 淳（いん じゅん、403年 - 434年）は、南朝宋の学者・官僚。字は粹遠。本貫は陳郡長平県。

## 経歴
殷穆の子として生まれた。若くして学問を好み、美名があった。景平元年（423年）、秘書郎となった。衡陽王文学・秘書丞・中書黄門侍郎を歴任した。秘書閣で『四部書目』40巻を編纂し、当時に通行した。元嘉11年（434年）、死去した。享年は32。
子に殷孚があり、大明末年に始興国の相となり、尚書吏部郎や順帝撫軍長史をつとめた。また殷淳の娘は劉劭の皇后となった。

## 伝記資料
- 『宋書』巻59 列伝第19
- 『南史』巻27 列伝第17